# Saltoro-Berge
Die Saltoro-Berge sind ein Gebirgszug im Karakorum.
Diese Berge erstrecken sich über die Grenzregion des indischen Bundesstaats Jammu & Kashmir im Osten und der pakistanischen autonomen Region Gilgit-Baltistan, den früheren Northern Areas im Westen. Die Saltoro-Berge liegen auf der Südwestseite des Siachengletschers, dem zweitgrößten Gletscher außerhalb der Polargebiete.

## Lage und Abgrenzung
Die Saltoro-Berge werden zum sogenannten „Kleinen Karakorum“ gezählt, dessen Gebirgszüge südlich und westlich der Karakorum-Hauptkette jenseits der großen Karakorumgletscher verlaufen. Zu den Saltoro-Bergen werden alle Ketten unmittelbar westlich des Siachengletschers und dessen Abflusses durch das Nubra-Tal gezählt. Auf der Ostseite des Nubra-Tals und des Siachengletschers verläuft die Karakorum-Hauptkette, die dort in drei Gebirgszüge eingeteilt ist: Saser Muztagh im Südosten, nördlich davon Rimo Muztagh und Siachen Muztagh.

Im Norden der Saltoro-Berge liegt der Sia La. Dieser Pass verbindet die Saltoro-Berge mit der Karakorum-Hauptkette (Baltoro Muztagh). Östlich des Sia La befindet sich das Nährgebiet des Siachengletschers. Auf der Westseite des Sia La beginnt der Kondusgletscher, der zusammen mit seinem Abfluss, dem Kondus-Fluss, die Westgrenze der Saltoro-Berge bildet. Jenseits des Kondustals liegen die Masherbrum-Berge, die ebenfalls zum Kleinen Karakorum gezählt werden. Der Shyok bildet von der Einmündung des Nubra-Flusses bis zur Einmündung des Kondus-Flusses die Südgrenze des Gebirgszuges. 

## Siachen-Konflikt
In den Saltoro-Bergen am Siachengletscher fand der Siachen-Konflikt ab dem Jahre 1984 statt, als sich indische und pakistanische Grenztruppen bis ins Jahr 2003 mit Artillerie beschossen und bis im Jahre 2005 erste Verhandlungen über diese entlegene und vergletscherte Gebiet unweit des Berges Saltoro Kangri begannen. Die nicht genau definierte „Line of Control“ verläuft über den Hauptkamm der Saltoro-Berge.

## Bedeutende Berge
Die höchsten Berge in den Saltoro-Bergen:
| Rang | im Karakorum | in Asien | Berg           | Höhe   |  | Schartenhöhe | Bezug          |
| ---- | ------------ | -------- | -------------- | ------ |  | ------------ | -------------- |
| 1.   | 12.          | 31.      | Saltoro Kangri | 7742 m |  | 2160 m       | K2             |
| 2.   | 26.          | 60.      | K12            | 7428 m |  | 1978 m       | Saltoro Kangri |
| 3.   | 30.          | 67.      | Ghent Kangri   | 7401 m |  | 1493 m       | Saltoro Kangri |
| 4.   | 33.          | 71.      | Sherpi Kangri  | 7380 m |  | 1320 m       | Ghent Kangri   |
|      |              |          | Gyong Kangri   | 6727 m |  |              |                |

### Legende
- Rang: Rang, den der Berg im Baltoro Muztagh einnimmt.
- im Karakorum: Rang, den der Berg im Karakorum einnimmt.
- in Asien: Rang, den der Berg in Asien einnimmt.
- Berg Name des Berges.
- Höhe: Höhe des Berges in Metern.
- Schartenhöhe: Höhendifferenz bis zur nächsten Einschartung von der aus ein höherer Berg erreicht werden kann.
- Bezug: Bezugsberg (Parent Mountain) für die Schartenhöhe, angegeben ist der Prominence Master (der nächsthöhere Berg nach der Einschartung, der zugleich eine größere Schartenhöhe hat).